# Jacques Coulon
Jacques Coulon (ur. 15 stycznia 1942 roku w Paryżu) – francuski kierowca wyścigowy.

## Kariera
Coulon rozpoczął karierę w międzynarodowych wyścigach samochodowych w 1968 roku od startów w Formule France, gdzie raz stanął na podium. Z dorobkiem 27 punktów uplasował się tam na czternastej pozycji w klasyfikacji generalnej. Dwa lata później w tej samej serii był już wicemistrzem. W późniejszych latach Francuz pojawiał się także w stawce Włoskiej Formuły 3, Brytyjskiej Formuły 3 BRSCC Motor Sport Shell, Francuskiej Formuły 3, Brytyjskiej Formuły 3 BRSCC John Player, Coppa di Santamonica, Europejskiej Formuły 2, Formuła 2 Nogaro Grand Prix, Formuła 2 Rouen-les-Essarts Grand Prix, Europejskiej Formuły Renault, 24-godzinnego wyścigu Le Mans, Europejskiej Formuły 3, Brytyjskiej Formule 3 BARC oraz Brytyjskiej Formule 3 BRDC Vandervell.
W Europejskiej Formule 2 Francuz startował w latach 1973-1974. W pierwszym sezonie startów w ciągu czternastu wyścigów, w których wystartował, czterokrotnie stawał na podium, w tym raz na jego najwyższym stopniu. Z dorobkiem 33 punktów uplasował się na piątej pozycji w klasyfikacji generalnej. Rok później był trzynasty.